# Euselasia rhodogyne
Euselasia rhodogyne är en fjärilsart som beskrevs av Frederick DuCane Godman 1903. Euselasia rhodogyne ingår i släktet Euselasia och familjen Riodinidae. Inga underarter finns listade i Catalogue of Life.